# La Chapelle-aux-Brocs
La Chapelle-aux-Brocs è un comune francese di 400 abitanti situato nel dipartimento della Corrèze nella regione della Nuova Aquitania.

## Società

### Evoluzione demografica
Abitanti censiti